# أكارة أندية
الأكارة الأَندِيَّة هو جنس من الأسماك في الفصيلة البلطية. وصف الجنس في عام 2009. يقتصر الجنس على موائل المياه العذبة في شمال غرب أمريكا الجنوبية (ترينيداد وحوض أُرينوكو غربًا إلى ساحل المحيط الهادئ في أمريكا الجنوبية حتى الجنوب مثل بيرو) وجنوب أمريكا الوسطى ( كُستريكة وبنما). لا أعضاء من هذا الجنس في حوض الأمازون.